# Irmgard Österwall
Irmgard Österwall, född 1914, död 1980, var en svensk sångerska.
Österwall började sjunga i olika amatörsällskap och debuterade som sångerska i Gösta Jonssons orkester. Hon skivdebuterade som solist 1938 och var i början av 1940-talet engagerad i brodern Seymour Österwalls orkester

## Diskografi i urval
- Oh! Mamma (Luna mezzo mare), med Leon Liljequist och Arena-orkestern
- En bra karl hela veckan, med Seymours orkester
- Jag har älskat dej så länge jag kan minnas, med Einar Groths orkester
- Lamberth walk, med Scala-orkestern
- O, bella mia Napoli Ami, med Helge Mauritz och Scala-orkestern
- Stjärnprakt, med Thore Ehrlings orkester
- Ovan regnbågen, med Thore Ehrlings orkester